# Me tana
Me tana (с алб. Со всеми или со всем) — песня албанской певицы Эльваны Джаты, выпущенная 10 декабря 2019 года компанией East Music Matters. Песню Эльвана Джата написала сама, продюсером выступил немецко-греческий продюсер UNIK. Музыкально песня была описана как албанскоязычная этническая танцевально-поп-песня, лирически исследующая тему безусловной и безнадёжной любви. Она получила положительные отзывы от музыкальных критиков после своего выхода, причём некоторые хвалили её композицию, тексты песен и вокальное исполнение Гьяты.
В декабре 2019 года Эльвана Джата приняла участие в национальном отборе на Конкурсе песни Евровидение 2020 Festivali i Kёngёs 58 с этой песней. Она заняла 2-е место в финале. Во время её красно-чёрного тематического шоу песни её сопровождали шесть бэк-танцоров, в то время как фоновые светодиодные экраны отображали различные фольклорные образы. В тот же день на официальном YouTube-канале Radio Televizioni Shqiptar (RTSH) состоялась премьера сопроводительного чёрно-белого лирического видео, которое было популярно во многих странах Европы.

## Предыстория и композиция
«Me tana» была выпущена на цифровых платформах и потоковых сервисах в качестве сингла 10 декабря 2019 года через East Music Matters. Песня на албанском языке, которая длится три минуты и сорок секунд, была спродюсирована немецко-греческим продюсером UNIK и написана самой Эльваной Джатой примерно за год до е` участия в Festivali i Këngës. В музыкальном плане «Me tana» черпает влияние из музыкальных жанров дэнс-поп, переплетённых с этническими элементами. Она лирически фокусируется на безусловной и безнадёжной любви Джаты, в которой, по словам музыкального обозревателя, певица «взрывается эмоциями, выпуская их через песню». Название песни, переведенное на английский язык, «With all» или «With everything» («Со всеми или со всем»), является выражением отказа от всего себя и отдачи этого другому человеку, которого вы любите.

## Критика
«Me tana» получила всеобщее признание музыкальных критиков после своего выхода и в дальнейшем считалась фаворитом на победу Festivali i Këngës в декабре 2019 года. Робин Галлахер из Wiwibloggs оценил песню как «исследование глубоких чувств любви» и высоко оценил текст песни, который, по его словам, отражает «эмоции» и «чувственные наслаждения». Редактор SoundsEuropean! в целом положительно относился к природе песни, называя её «свежей смесью поп-музыки» с «этническими штрихами». Немецкое Евровидение. Писатель Ирвинг Вольтер сравнил эту песню с песней «Fuego» (2018) певицы Элени Фурейры. Несмотря на это, многие видные деятели и влиятельные люди, такие как Аурела Гаче, Беса Кокедхима, Кэпитал Т, Ледри Вула и Элени Фурейра, выступили в поддержку песни через Instagram. Одновременно с выпуском национальный вещатель Radio Televizioni Shqiptar (RTSH) выпустил на YouTube официальные лирические видео всех участников фестиваля Festivali i Këngës. После выпуска «Me tana» был показан на YouTube-трендах во многих странах, в том числе в Албании, Германии, Греции, Северной Македонии, Швейцарии и Турции, а также стал самым просматриваемым видео всех конкурсантов.

## Festivali i Këngës 58
Национальная вещательная компания Албании Radio Televizioni Shqiptar (RTSH) организовала 58-й выпуск Festivali i Kёngёs, чтобы выбрать представителя страны на конкурсе песни «Конкурсе песни Евровидение 2020» в Роттердаме, Нидерланды. Конкурс состоял из двух полуфиналов и финала, состоявшегося в декабре 2019 года, а также 20 песен, из которых победитель определялся голосами жюри. Он открыл период подачи заявок для артистов и композиторов с 28 мая по 15 сентября 2019 года, в то время как из всех полученных заявок жюри внутренне отобрало 20 песен для участия в полуфинале конкурса. После отбора на конкурс Эльвана Джата исполнила эту песню в 1-v полуфинале 19 декабря и прошла в финал 21 декабря 2019 года. Три члена международного жюри, Кристера Бьоркмана, Димитриса Контопулоса и Феликса Бергссона, оценили песню первой, в то время как два албанских члена жюри оценили её ниже.

## Трек-лист

### Цифровая загрузка
1. «Me tana» – 3:40

## История выпуска
| Регион    | Дата            | Формат                                  | Лейбл              | Ссылка |
| --------- | --------------- | --------------------------------------- | ------------------ | ------ |
| различный | 10 декабря 2019 | Цифровая загрузка Потоковое мультимедиа | East Music Matters | [ 1 ]  |